# 布里奇曼-史托巴格法

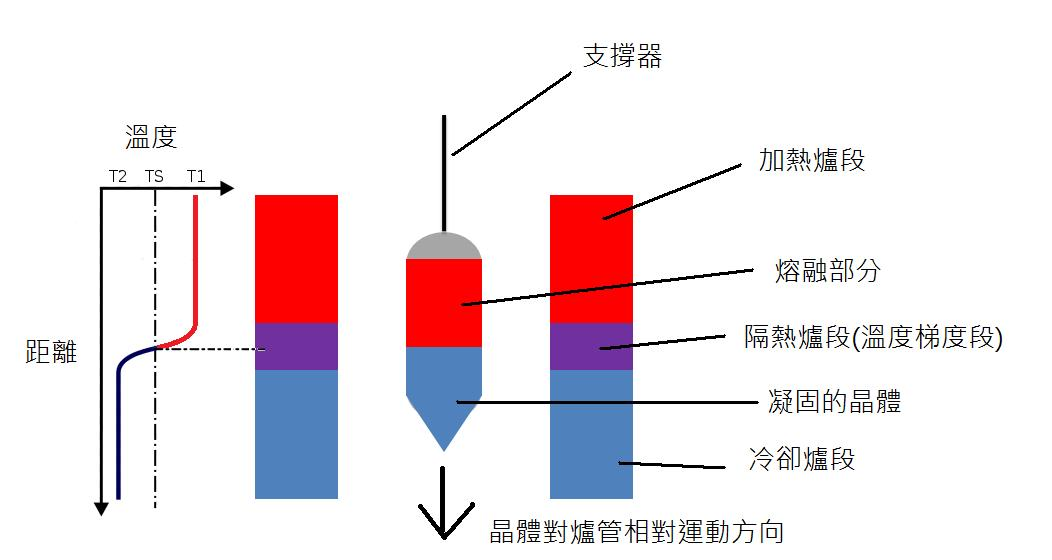
垂直式布里奇曼法示意圖

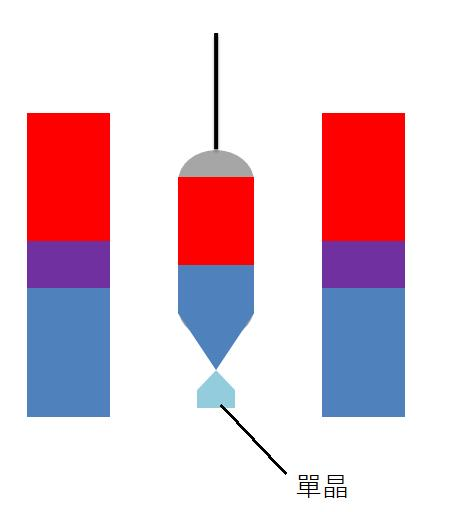
如果想用布里奇曼法長單晶就要在爐管一端加單晶當作晶種

布里奇曼-史托巴格法（英語：Bridgman–Stockbarger technique）晶體成長技術，以美國物理學家珀西·布里奇曼（Percy Williams Bridgman）與唐納·史托巴格（Donald C. Stockbarger）為名。這種技術囊括兩種大同而小異的方法進行人造胚晶(單晶晶錠)的晶體成長，但也可以凝固出多晶晶錠。

## 簡介
布里奇曼-史托巴格法牽涉到加熱多晶材料工件至其熔點以上的溫度，然後再從工件容器有晶種的一端緩慢地開始進行冷卻。今若欲將一塊多晶工件成長成單晶晶錠，則需要先找一顆單晶來擔任晶種，使其與工件之冷凝端相接，俟爐料經熔融凝固後，在冷卻爐段凝固新生的晶體沿坩鍋容器的長邊逐漸生成，且將與晶種有相同之結晶取向。該過程可以在水平或垂直方向上進行，且常涉及旋轉坩堝或安瓿來攪拌熔融液。
布里奇曼法雖然是20世紀初開發出來，算較老式的晶體成長方法，可是在長某些特定半導體晶體的時候還是很好用，尤其是那些柴氏拉晶法很難長的晶體，譬如說發光二極體要用的砷化鎵。用布里奇曼法來長單晶雖然頗為可靠，但是長出來的東西往往有性質、雜質不均勻的問題。
布里奇曼法跟史托巴格法的差異相當細微。兩種方法皆仰賴溫度梯度與移動的坩鍋，不過布里奇曼法利用爐口相對不易控制的溫度梯度；而史托巴格法則在加熱爐段跟冷卻爐段中間還加了一片隔板，把兩爐段不同溫度分開。一般認為史托巴格的改良，對於熔融的固液界面的溫度梯度控制較好。
當上述裝置沒有加晶種時，各種棒狀、塊狀、甚至不規則狀的晶體進料都可以在熔融又凝固後產生多晶晶錠。這些多晶晶錠的顯微組織會出現成列的晶粒，類似金屬或合金在方向性凝固後會有的顯微組織。